# Paraleprodera bimaculata
Paraleprodera bimaculata är en skalbaggsart som beskrevs av Wang och Fernando Chiang 2000. Paraleprodera bimaculata ingår i släktet Paraleprodera och familjen långhorningar. Inga underarter finns listade i Catalogue of Life.